# آرامگاه خواجه مراد

آرامگاه خواجه مراد یکی از مکان‌های تاریخی و زیارتی ایران است که در ۱۲ کیلومتری مشهد در جاده فریمان در دامنه کوه، و در ۳ کیلومتری جنوب آرامگاه خواجه اباصلت قرار گرفته‌است.
در این محل آرمگاه هرثمه بن اعین معروف به خواجه مراد قرار دارد. وی از یاران امام هشتم شیعیان علی بن موسی‌الرضا بوده‌است، که در سال ۲۱۰ هجری قمری کشته شده‌است.
گفته می‌شود که هرثمه بن اعین ابتدا از سرداران سپاه هارون‌الرشید بود که بعد به امام رضا گرویده و پس از مرگ امام بدست هارون‌الرشید به افشاگری در این باره پرداخت.

## تاریخچه
آرامگاه خواجه مراد که از اماکن دیدنی مشهد محسوب می‌شود، در زمان معاصر و توسط شخصی به نام «حاج محمد علی درویش» ملقب به «نور غلیشله» ساخته شده‌است.
در گذشته‌ها این آرامگاه ساختمان امروزیش را نداشته و تا سال ۱۳۰۰ هجری قمری فقط گنبدخانه‌ای به ابعاد ۳۰×۴×۴ متر و گلدسته‌های کوتاهی داشته‌است.

## ساختمان و معماری
این بنای جای گرفته در دل کوه، در اصل یک اتاق چهار ضلعی به ابعاد ۴ متر در ۴٫۵ متر است. این آرامگاه دو گلدسته کم ارتفاع کاشی‌کاری شده در بالای ایوان و در دو سمت آن دارد. سقف زیارتگاه، با آیینه‌کاری زیبایی مزین شده است.
دیواره‌های داخل آرامگاه و همچنین بخشی از ضریح دارای گچ‌بری‌ها و آینه‌کاری‌های زیبایی است. این بنا  دارای یک شبستان به مساحت ۸۰۰۰ متر مربع است.
این آرامگاه در شکاف کوه و در فاصله‌ای از جاده قرار دارد بطوریکه هنگام عبور از جاده فقط گنبد آن دیده می‌شود.

## آبادسازی
در سال‌های گذشته اقداماتی برای آبادسازی اطراف آرامگاه صورت گرفته و از جمله محل‌های اقامت، رستوران و بازارچه تعبیه شده که مورد استفاده زائران و گردشگران قرار می‌گیرد.